# 武加大译本
《圣经武加大译本》（拉丁語：Biblia Vulgata），「武加大」意為「通俗」，故又譯《拉丁通俗譯本》，是一个5世纪的《圣经》拉丁文译本，主要由耶柔米自希伯來文（舊約）和希臘文（新約）進行翻譯及编辑，并参考了原文手稿和古拉丁语译本。虽然《武加大译本》的不同副本之间也有一定差异，但总体上，《武加大译本》得到了中世纪西方基督教的普遍承认。
多年来，各种编辑和校订者制作了修订版的《武加大译本》，包括巴黎大学在13世纪编辑的一个重要的版本。1546年，特伦托大公会议将《武加大译本》认定为当时通行的拉丁文圣经中的权威文本。
现代出现了多个重要的《武加大译本》校订版本。1965年，梵蒂冈第二届大公会议成立了委员会来修订《武加大译本》。1979年，新武加大译本（Nova Vulgata）出版，同年四月被教宗若望·保禄二世宣布为罗马天主教会的拉丁文官方文本，但并不是唯一官方文本，也无损希伯来语及希腊语原文的权威。1986年，第二版发布。

## 歷史
遵照教宗达马苏斯一世的敕令，哲罗姆等人於383年开始对当时现存的新约拉丁文本进行修订，於390年开始参考希腊文七十士譯本对旧约希伯来文本的翻译。 这个译本所采用的是不同於西塞罗式雄辩、优雅的古典风格的世俗拉丁文，“武加大”原意即为“通俗的”。
对旧约诗篇，耶柔米提供了一个修订版本以及一个原文翻译版本。405年，耶柔米完成了正典及次经中多比传、犹滴传（原文为亚兰文）的翻译工作。次经其余部分则采自希腊文七十士译本。此译本共含正典73卷（旧约46卷，新约27卷）、次经3卷。旧约中除诗篇均为从希伯来文重新翻译而成。新约中四福音书经历了细致的修订。

## 版本比较
8世纪的Codex Amiatinus是现存最早的完整手稿。中世纪的许多手稿由于辗转抄写有着大量出入。许多中世纪圣经学者亦试图通过版本比较恢复该译本的原来面目。随着古腾堡印刷术的发明，抄写不一致的情況得以避免。1455年古腾堡马扎然版武加大译本首次印刷。1516年，伊拉斯谟出版了经与希腊文和希伯来文原文考订后的新版本。1528年，罗伯特·司提反出版了第一个研究版本。1547年，Henten研究版本出版。

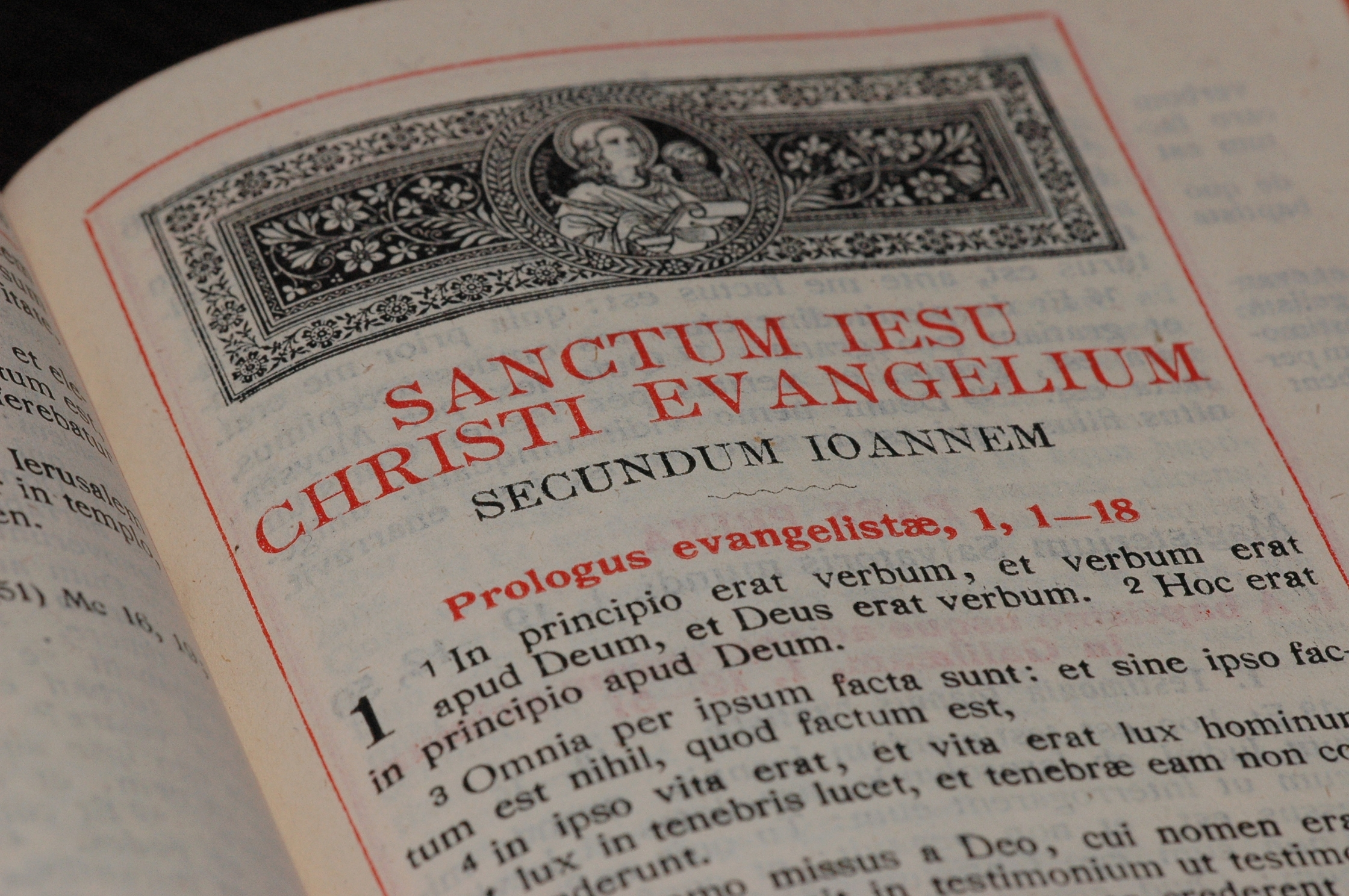
若望福音开篇，克莱芒武加大译本，1922年版

宗教改革后，为了对抗基督教新教的影响，1546年特伦特宗教会议将武加大译本定为圣经权威版本，该会议并委托教宗制定一部标准文本。在教宗西斯都五世的资助下，第一个标准文本（基于罗伯特·司提反的研究版本）得以付梓。不幸的是，该版本留有不少印刷错误。续任教宗克莱芒八世下令更正这些错误并进一步参考Henten本进行修订，是为克莱芒八世武加大译本，简称克莱芒武加大译本。直到1979年新武加大译本问世前，克莱芒1592年版一直是罗马天主教会的标准圣经版本。
1965年第二次梵蒂冈会议期间，教宗保禄六世委托对克莱芒本从现代语言学角度再行修订，该项工作于1979年完成，即新武加大译本。该本为当前罗马天主教会的标准版本。
此外，德国圣经协会（德語：Deutsche Bibelgesellschaft）亦试图恢复耶柔米武加大译本，并提供了Biblia Sacra Vulgata本(ISBN 3-438-05303-9)，该本通常被称为斯图加特武加大译本，该本与克莱芒本较为接近，但熟悉后者的读者可能对它仍不很习惯，此外，它独特的断句、拼写也可能造成阅读困难，甚至加入天主教不承認的聖詠第151篇和不被承認的勞狄刻雅書。

## 历史影响
从中世纪到文艺复兴，耶柔米这部代表了罗马文化最后辉煌的巨作对欧洲的文化有着深远的影响。诸多其它早期译本，如英语威克利夫译本即据此而来。以后的各新教译本虽力图避免罗马天主教的影响，但亦留有该译本的烙印。直至教宗庇护十二世的 Divino Afflante Spiritu 敕令发布，武加大译本曾是许多其它译本的原文。
英语詹姆士王译本主要從聖經原文(希臘文，希伯來文，和亞蘭文)翻譯而成，但仍參考了武加大譯本。许多英语单词即直接借用拉丁文，如creatio（创世记1:1，希伯来书9:11）、salvatio （以赛亚书37:32，以弗所书2:5）、justificatio（罗马书4:25，希伯来书9:1）、testamentum（马太福音26:28）、sanctificatio（彼得前书1:2，哥林多前书1:30）、regeneratio（马太福音19:28）等。

## 延伸閱讀
- The Vulgate New Testament, with the Douay Version of 1582. In Parallel Columns (London 1872).
- Samuel Berger, Histoire de la Vulgate pendant les premiers siècles du Moyen Age (Paris 1893).
- R. Draguet, "Le Maître louvainiste, [Jean] Driedo, inspirateur du décret de Trente sur la Vulgate", in Festschrift volume, Miscellenea historica in honorem Alberti de Meyer (Louvain: Bibliothèque universitaire, 1946), p. 836-854.
- Richard Gameson ed. The Early Medieval Bible, Cambridge University Press, 1994
- G.W.M. Lampe ed. The Cambridge History of the Bible. Vol 2 Cambridge University Press 1969.
- Richard Marsden, The Text of the Old Testament in Anglo-Saxon England, Cambridge University Press, 1995
- C. H. Turner, The Oldest Manuscript of the Vulgate Gospels (The Clarendon Press: Oxford 1931).